# 黑公主

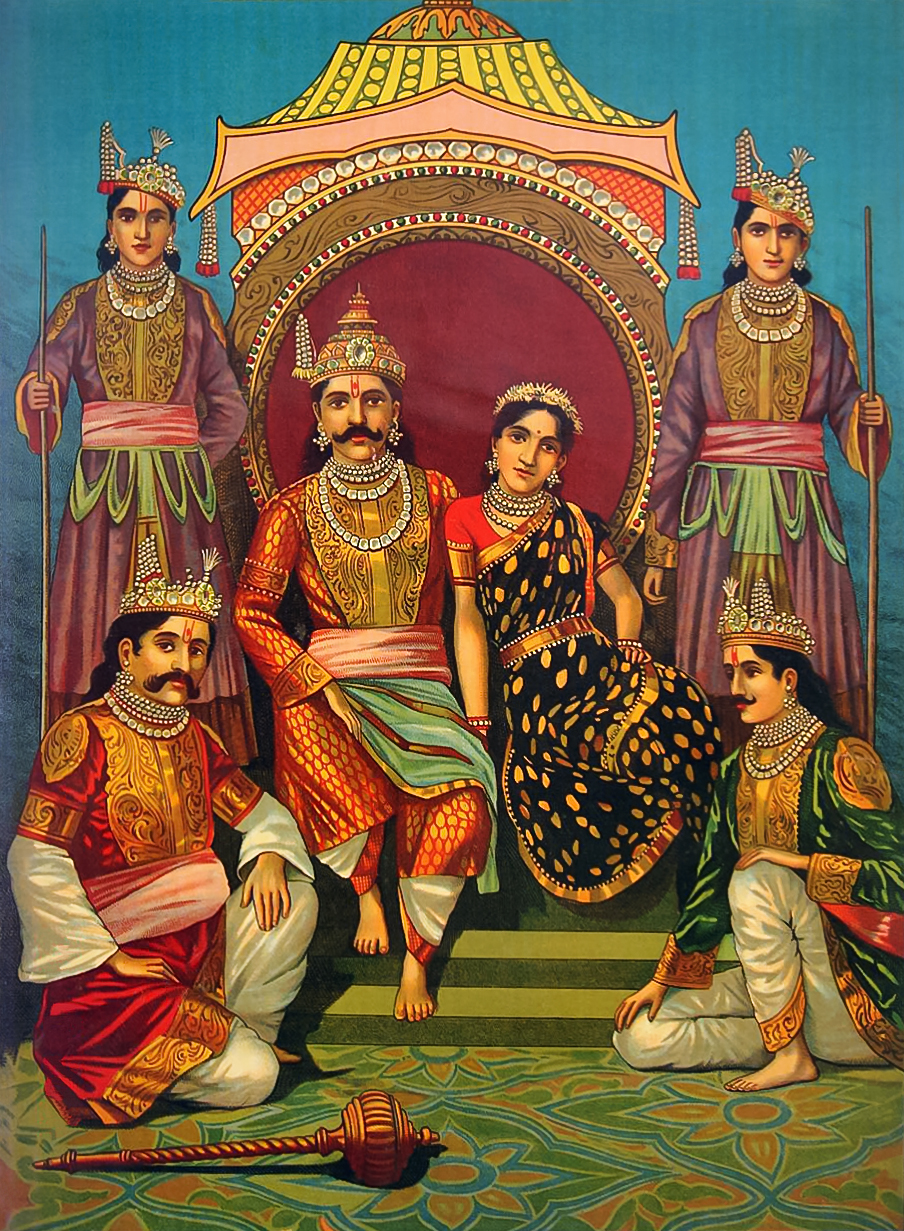
黑公主與她的丈夫們，拉賈·拉維·瓦爾瑪創作於約1910年。

朵帕蒂（羅馬化：draupadī，直译：木柱王的女兒），或稱克里希納（Krishnā）、潘查利（Panchali）、亞吉納瑟尼（Yajnaseni），或譯黑公主，是一位俱盧國國王，也是俱盧國國王堅戰年紀最大的妻子，並同時與堅戰的兄弟怖軍、阿周那、無種、偕天有夫妻關係。 史詩《摩訶婆羅多》敘述她的人生故事，她是其中的主要女主角。她以美麗、勇敢和一妻多夫婚姻而聞名。
朵帕蒂和她的雙胞胎兄弟 Dhrishtadyumna 是在般遮羅國王木柱王組織的Yajna獻祭儀式中出生。
原先，她只與阿周那結為夫妻，但在貢蒂的誤會下，與阿周那和他的兄弟一同結為夫妻。 後來，在堅戰舉行王祭（Rajasuya）後，朵帕蒂成為因陀罗波拉萨（Indraprastha）國王。 她與五兄弟各生下一個兒子。
在哈斯蒂納普爾的骰子遊戲中，堅戰失去全部財產，朵帕蒂也受俱盧族兄弟和迦爾納的羞辱。難降試圖脫掉她的衣服，但被黑天干預。此後，她和五兄弟被流放十三年；她在最後一年的躲藏中假扮作女僕Sairandhri。其後，又發生俱盧之戰，她失去父親、兄弟和五個孩子。戰後，她恢復國王身份。在退位後，她與丈夫們一起前往喜馬拉雅山脈。
她的故事為各種藝術、表演和第二手文獻提供靈感。 在印度教中，她被尊崇為 panchakanya 之一，人們相信念誦她們的名字可以消除罪惡。 在印度次大陸的一些地方，存在著崇奉她為女神的教派。